# Robert Clive
Robert Clive (také Clive Indický nebo Clive z Indie, Clive of India; 29. září 1725 – 22. listopadu 1774) byl britský politik a generál, první britský guvernér Bengálska a spolu s Warrenem Hastingsem zakladatel britské vlády nad Indií. Kariéru začal jako úředník Východoindické společnosti. Podařilo se mu lstí i vojenskou silou prosadit vojenskou a politickou nadvládu této společnosti nad Bengálskem a vyplenit ohromné poklady jeho vládců. Sám přitom nepřišel zkrátka a když odcházel z Indie, měl jmění 180 tisíc tehdejších liber (54 milionů liber v roce 2009). Proti hrozbě, že Indii ovládne Francie, dokázal zorganizovat vojenskou výpravu, která Francouze vyhnala, a zároveň pomohl Východoindické společnosti přijmout francouzskou strategii nepřímé vlády prostřednictvím loutkových místních panovníků. Po návratu do Anglie si od tehdejšího whigského premiéra Thomase Pelham-Hollese koupil titul irského barona (1. baron Clive) a také si zajistil místo v parlamentu. Zemřel na zranění nožem, které si sám způsobil, pravděpodobně pod vlivem opia.
Clive je jednou z nejkontroverznějších britských koloniálních osobností. Mezi jeho úspěchy patřilo zmaření francouzských imperiálních ambicí v Indii a ovládnutí Bengálska, čímž učinil první krok k založení Britské Indie, ačkoli pracoval pouze jako agent Východoindické společnosti, nikoli britské vlády. Historici ovšem kritizují Cliveovo řízení Bengálska; mimo jiné podle nich přispělo ke vzniku bengálského hladomoru roku 1770. Historik William Dalrymple dokonce označil Clivea za „nestabilního sociopata“. Z různých zločinů byl ostatně Clive obviněn svými politickými soupeři už po návratu do Británie a byl postaven před soud, kde ho však zprostili viny.